# Fairland (Oklahoma)
Fairland – miasto w Stanach Zjednoczonych, w stanie Oklahoma, w hrabstwie Ottawa.